# Ada elegantula
Ada elegantula  es una orquídea epífita originaria de Suramérica.

## Características
Es una planta de tamaño mediano, que prefiere clima cálido a fresco, es cada vez más epífita. Tiene pequeños pseudobulbos, ovoides-subglobosos y cilíndricos envueltos en vainas basales con  2 a 3 hojas apicales, liguladas o lineares y agudas. Presenta una inflorescencia erecta de 30 cm de largo con hasta 10 flores de 2 cm de largo dispuestas en racimo. Florece en otoño y primavera.

## Distribución y hábitat
Se encuentra en Colombia, Ecuador y Perú en la parte baja de los bosques húmedos de montaña en alturas de 750 a 2500 m s. n. m.

## Taxonomía
Ada elegantula fue descrita por (L.O.Williams ex C.Schweinf.) N.H.Williams y publicado en Brittonia 24: 106. 1972.
Etimología
Ver: Ada, Etimología
elegantula: epíteto que se refiere a su elegancia.
Sinonimia
Los siguientes nombres se consideran sinónimos de Ada elegantula:
- Brassia elegantula Rchb.f. 1885;
- Mesospinidium elegantulum (Rchb. f.) Garay 1969;
- Oncidium elegantulum Rchb. f. 1885
- Ada euodes (Rchb.f.) D.E.Benn. & Christenson
- Brassia euodes Rchb.f. 1880.
- Oncidium euodes (Rchb.f.) Rchb.f. 1880.[3][4]